# Handelsläroverk
Handelsläroverk är en sekundärutbildning med specialiserad inriktning mot ekonomisk utbildning. Den fanns längre kvar i Finland än i Sverige där den avskaffades tidigare.
I Finland hade handelsläroverken en tvåårig handelsskola som ledde till merkant och ett treårigt handelsgymnasium som ledde till merkonom. Det fanns också en särskild utbildning för den som redan tagit studentexamen, och efter två år blev eleven studentmerkonom.
I Sverige ersattes handelsläroveket som skolform av gymnasiets ekonomiska linje i 1966 års läroplan. I Finland grundades yrkeshögskolor med bl. a. ekonomisk utbildning.